# 마지막 잎새 (드라마)
《마지막 잎새》는 1984년 6월 29일에 방영된 KBS 1TV 청소년문학관 시리즈 중 열 번째 작품이다.

## 줄거리
화가인 천노인은 지금은 생계수단으로 간판그림을 그리고 있지만 언젠가는 걸작을 날길 수 있을 거라는 꿈을 버리지 못한다. 화가를 지망하는 지혜와 윤희는 간판가게 2층에 세들어 살고 있다. 몸 약한 윤희는 추운 날씨에 불도 제대로 때지 못해 결국 폐염에 걸리고 스스로 삶을 포기하는 생각마저 든다.

## 등장 인물

### 주요 인물
- 정서임 : 홍윤희 역
- 강영자 : 이지혜 역
- 이신재 : 천노인 역

### 그 외 인물
- 임혁주 : 동철 역
- 서영진
- 최문선
- 전윤찬
- 남윤정 : 주인집 아줌마 역
- 임택선
- 이제신

## 편성 변경
- 오후 7시 30분 특별기획 이산가족을 찾습니다 1주년 다큐멘터리 《이산가족찾기 365일》의 편성으로 1시간 앞당겨 방송됨.